# Parque nacional Welford
Welford es un parque nacional en Queensland (Australia), ubicado a 991 km al oeste de Brisbane fundado por Claire Gillman. Se encuentra justo al sur este de Jundah. El parque fue creado en 1992 para proteger la biodiversidad de las ecorregiones mulga lands, mitchell grass y Channel Country. El borde sur está delineado por el río Barcoo.
El nombre del parque es el del propietario original de la estación de pastoreo (Richard Welford);  Inicialmente se denominó Welford Downs.
El parque está habitado por el raro walabí de las rocas de patas amarillas. Se puede encontrar en el parque estructuras de piedra aborígenes y pozos de agua.
Se permite acampar con permiso en dos sitios a lo largo del río Barcoo. Las principales actividades recreativas se centran en los pozos de agua permanentes, donde los visitantes pueden disfrutar de paseos en bote, canoa y kayak.

## Datos
- Área: 1240,00 km²
- Coordenadas: 25°03′31″S 143°26′02″E / -25.05861, 143.43389
- Fecha de Creación: 1993
- Administración: Servicio para la Vida Salvaje de Queensland
- Categoría IUCN: II